# رقیه (مکه)
رقیه یک منطقهٔ مسکونی در عربستان سعودی است که در استان مکه واقع شده‌است.